# جائزة إسبانيا الكبرى للدراجات النارية 1951
جائزة إسبانيا الكبرى للدراجات النارية 1951 هو سباق دراجات نارية أقيم بتاريخ 8 أبريل 1951. كان الجولة الأولى من أصل 8 في سباق الجائزة الكبرى للدراجات النارية موسم 1951. فاز الإيطالي أمبرتو ماسيتي بفئة 500 سي سي بينما جاء البريطاني تومي وود في المركز الثاني وحصل على المركز الثالث الإيطالي أرسيسو أرتيسياني.

## وصلات خارجية
- الموقع الرسمي